# Anthrax aquilus
Anthrax aquilus är en tvåvingeart som beskrevs av Marston 1970. Anthrax aquilus ingår i släktet Anthrax och familjen svävflugor. Inga underarter finns listade i Catalogue of Life.